# Estação Kojukhovskaia
Kojukhovskaia (em russo:  Кожу́ховская) é uma das estações da linha Liublinsko-Dmitrovskaia (Linha 10) do Metro de Moscovo, na Rússia. A estação «Kojukhovskaia» está localizada entre as estações «Petchatniki» e «Dubrovka».